# 呂美玲
呂美玲（1964年6月20日—），生於臺灣臺南市，江西同鄉會顧問。曾屬親民黨、中國國民黨籍，現為無黨籍基隆市議員。

## 爭議

### 嗆民眾「你討中共打」失言風波
2023年7月24日，漢光39號實兵演習時，國軍基隆祥豐營區彈藥庫發生砲彈爆炸事件。主張彈藥庫應搬遷、時為中國國民黨籍基隆市議員的呂美玲在與民眾討論相關議題時，有民眾反對搬遷彈藥庫，民眾認為如果彈藥庫搬遷，未來若解放軍攻台時該地方的守軍將無力應對，結果呂美玲怒嗆民眾「中共不想打你，那是你討打」等言論，遭質疑其立場親共。中國國民黨發言人林家興表示呂美玲的言論嚴重違反黨紀，他已要求地方黨部調查處理。

### 「親中國共產黨」言論爭議
在「討中共打」失言後，於同月26日呂美玲再度受訪時，直言「基隆人就是要獨立，如果中華民國不保護基隆，那就請中華人民共和國來照顧基隆人」再度引發爭議，於28日在臉書道歉並宣布退出中國國民黨。

## 黨籍問題
呂美玲退出國民黨後，便傳聞她即將加入台灣民眾黨，民眾黨黨部對此表示不知情，柯文哲則稱她尚未正式入黨。然而從民眾黨退黨的徐佑昇稱，呂美玲在「討打事件」前就已被拉攏加入民眾黨，且已造名列冊。柯文哲又宣稱呂美玲入黨是謊言。

## 選舉紀錄
| 年度 | 選舉屆數               | 選舉區               | 所屬政黨   | 得票數 | 得票率 | 當選標記 | 備註 |
| ---- | ---------------------- | -------------------- | ---------- | ------ | ------ | -------- | ---- |
| 2002 | 第十五屆基隆市議員選舉 | 基隆市第一選舉區     | 親民黨     | 2,013  | 9.55%  |          |      |
| 2004 | 第六屆立法委員選舉     | 基隆市立法委員選舉區 | 無黨籍     | 6,257  | 4.15%  |          |      |
| 2005 | 第十六屆基隆市議員選舉 | 基隆市第一選舉區     | 中國國民黨 | 3,042  | 11.39% |          |      |
| 2009 | 第十七屆基隆市議員選舉 | 基隆市第一選舉區     | 中國國民黨 | 2,522  | 11.95% |          |      |
| 2014 | 第十八屆基隆市議員選舉 | 基隆市第一選舉區     | 中國國民黨 | 5,434  | 21.88% |          |      |
| 2018 | 第十九屆基隆市議員選舉 | 基隆市第一選舉區     | 中國國民黨 | 4,408  | 18.59% |          |      |
| 2022 | 第二十屆基隆市議員選舉 | 基隆市第一選舉區     | 中國國民黨 | 4,267  | 18.31% |          |      |

## 外部連結
- 呂美玲的Facebook專頁